# Willow Lake
Willow Lake és una població dels Estats Units a l'estat de Dakota del Sud. Segons el cens del 2000 tenia 294 habitants.

## Demografia
Segons el cens del 2000, Willow Lake tenia 294 habitants, 126 habitatges, i 75 famílies. La densitat de població era de 306,8 habitants per km².
Dels 126 habitatges en un 28,6% hi vivien nens de menys de 18 anys, en un 50% hi vivien parelles casades, en un 7,1% dones solteres, i en un 39,7% no eren unitats familiars. En el 37,3% dels habitatges hi vivien persones soles el 23% de les quals corresponia a persones de 65 anys o més que vivien soles. El nombre mitjà de persones vivint en cada habitatge era de 2,33 i el nombre mitjà de persones que vivien en cada família era de 3,11.
Per edats la població es repartia de la següent manera: un 31,3% tenia menys de 18 anys, un 3,4% entre 18 i 24, un 21,1% entre 25 i 44, un 22,4% de 45 a 60 i un 21,8% 65 anys o més.
L'edat mediana era de 38 anys. Per cada 100 dones de 18 o més anys hi havia 88,8 homes.
La renda mediana per habitatge era de 30.625 $ i la renda mediana per família de 34.750 $. Els homes tenien una renda mediana de 25.250 $ mentre que les dones 20.833 $. La renda per capita de la població era de 13.585 $. Entorn del 13,6% de les famílies i el 20,1% de la població estaven per davall del llindar de pobresa.

## Poblacions més properes
El següent diagrama mostra les poblacions més properes.